# Prințesa Maria Josepha a Saxoniei
Prințesa Maria Josepha a Saxoniei (n. 31 mai 1867, Dresda, Regatul Saxoniei – d. 28 mai 1944, Frasdorf, Bavaria, Germania) a fost mama împăratului Carol I al Austriei și al cincilea copil al regelui George al Saxoniei și al reginei Maria Ana a Portugaliei.

## Origini
Maria Josepha Louise Philippina Elisabeth Pia Angelica Margaret a fost fiica viitorului rege George al Saxoniei (1832–1904) și a Infantei Maria Anna a Portugaliei (1843–1884). Bunicii materni au fost regina Maria a II-a a Portugaliei și regele Ferdinand al II-lea al Portugaliei.
A fost sora mai mică a ultimului rege al Saxoniei, Frederic August al III-lea. A avut ca verișori primari (printre alții) pe: Carol I al Portugaliei, Infantele Alfonso, Duce de Porto, Prințul Wilhelm de Hohenzollern-Sigmaringen și Ferdinand I al României.

## Căsătorie

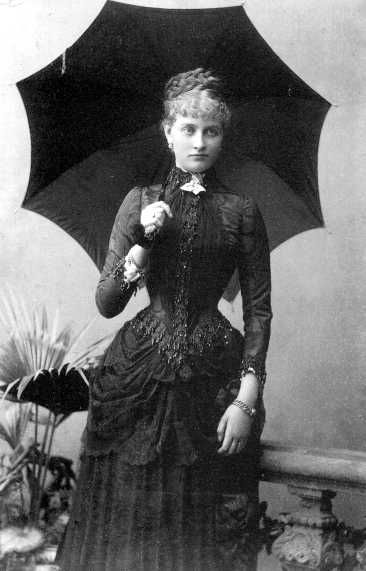
Prințesa Maria Josepha a Saxoniei

La 2 octombrie 1886, la vârsta de 19 ani, s-a căsătorit cu Arhiducele Otto Francisc de Austria "der Schöne" (cel frumos), fratele mai mic al Arhiducelui Franz Ferdinand, care a fost ucis la Sarajevo.
Soțul ei, „arhiducele superb”, era un afemeiat notoriu. Absențele lui frecvente din familie au ajutat scopului Mariei Josepha de a menține copiii departe de influența lui. În cele din urmă, ea însăși a intrat într-o relație cu actorul Otto Tressler, care i-a fost prezentat de către împăratul Franz Joseph. Maria Josepha l-a invitat adesea pe Tressler la ea acasă, uneori el s-a întâlnit cu soțul ei și prietenii lui în ușă. Când soțul ei a murit, abilitatea ei de a evita afișările extravagante de durere au fost mult apreciate. Ca văduvă, ea a încheiat relația cu Tressler.
În timpul Primului Război Mondial a îngrijit răniții la Palatul Augarten din Vienna, care a fost transformat în spital.
În 1919 a părăsit Austria împreună cu fiul ei împăratul Carol I al Austriei și cu soția sa, Zita de Bourbon-Parma, și a plecat în exil cu ei. La început a trăit în Elveția și din 1921 în Germania.
A murit la Schloss Wildenwart, în Bavaria de sud, la o proprietate a membrilor familiei regale. A fost înmormântată la Viena, lângă soțul ei.

## Biografie
- Robert Seydel: Die Seitensprünge der Habsburger. Ueberreuterverlag Wien, 2005